# Vaccinium cespitosum
Vaccinium cespitosum är en ljungväxtart som beskrevs av André Michaux. Vaccinium cespitosum ingår i Blåbärssläktet, och familjen ljungväxter. Inga underarter finns listade i Catalogue of Life.

## Bildgalleri

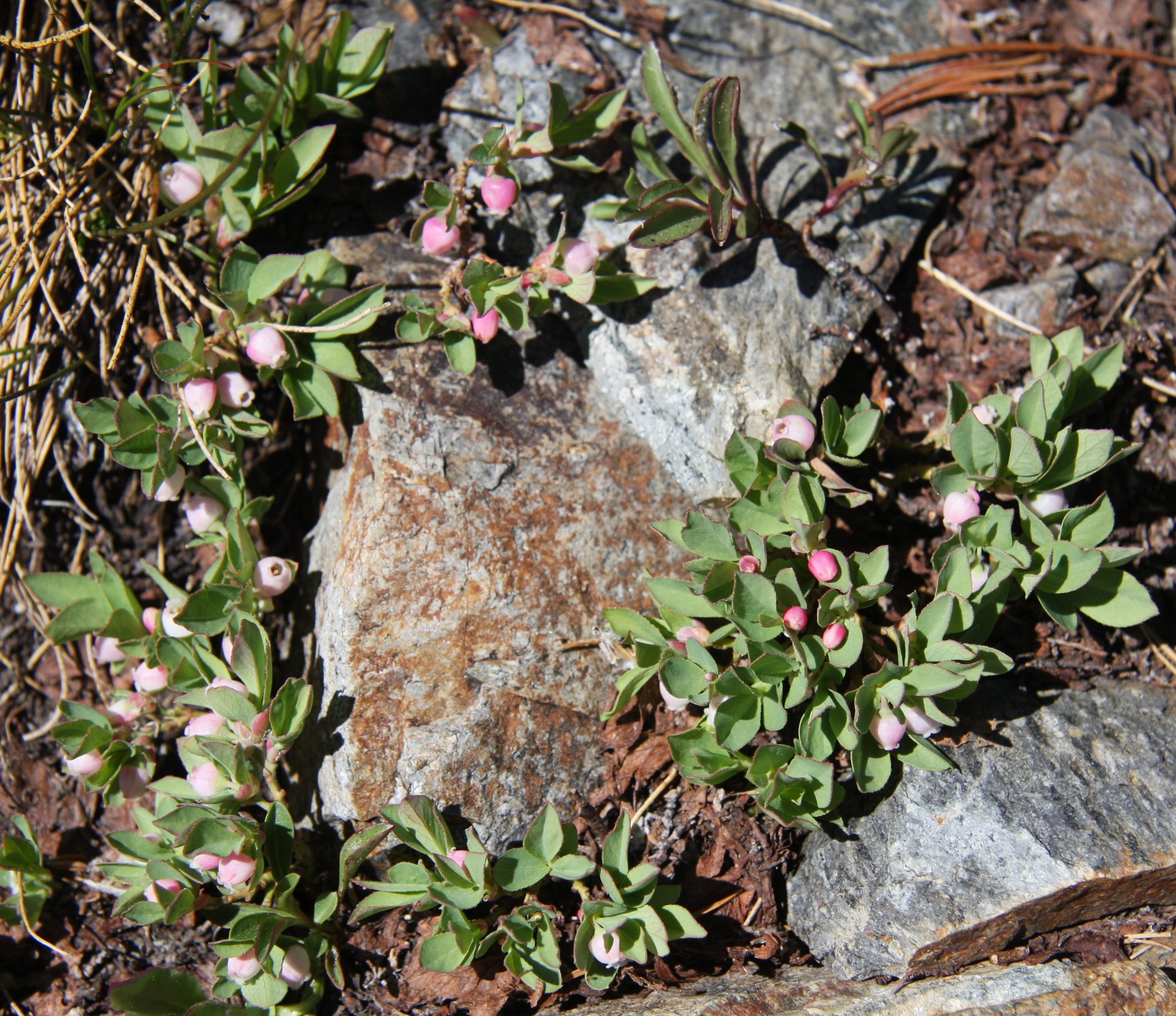
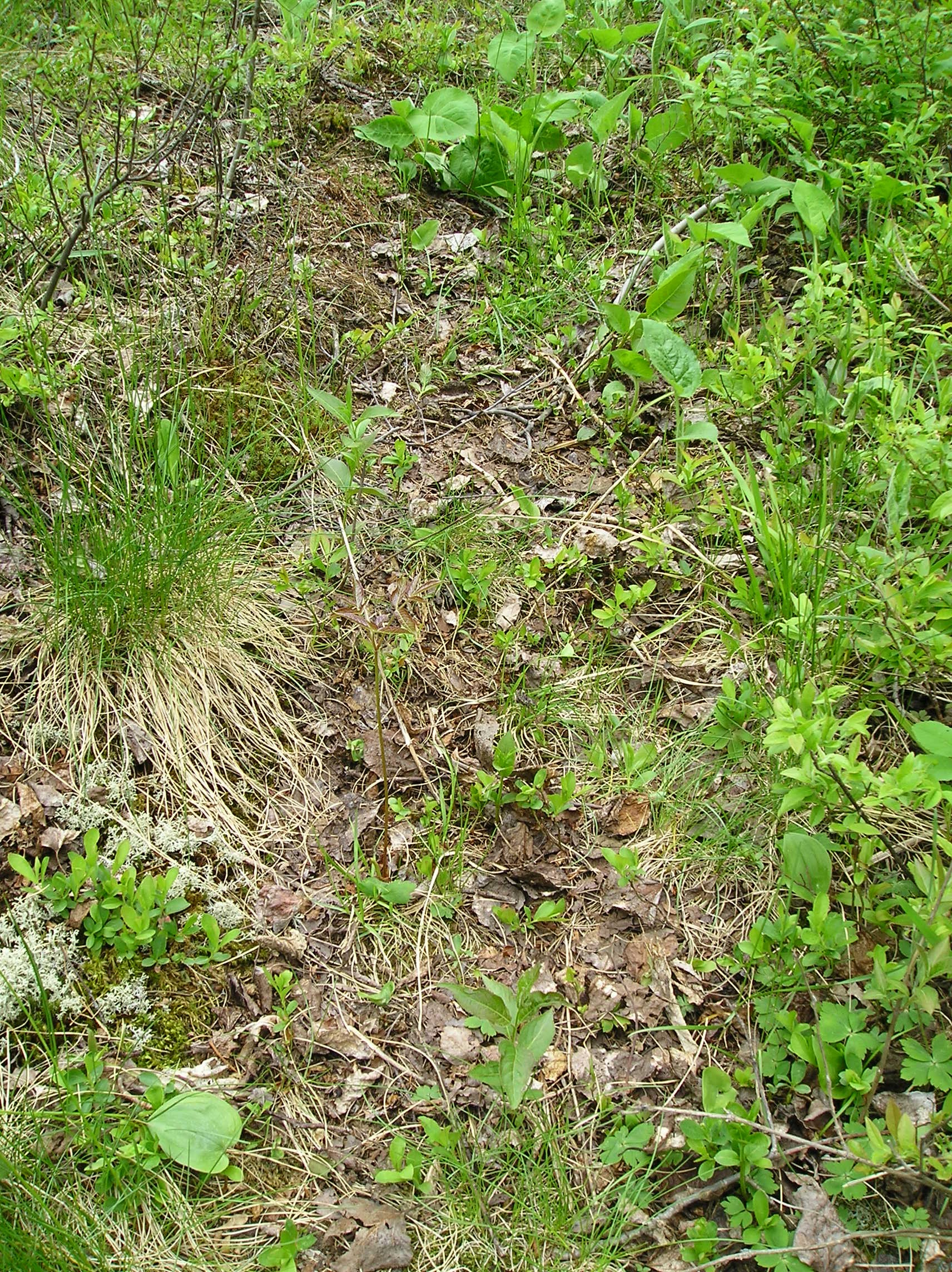
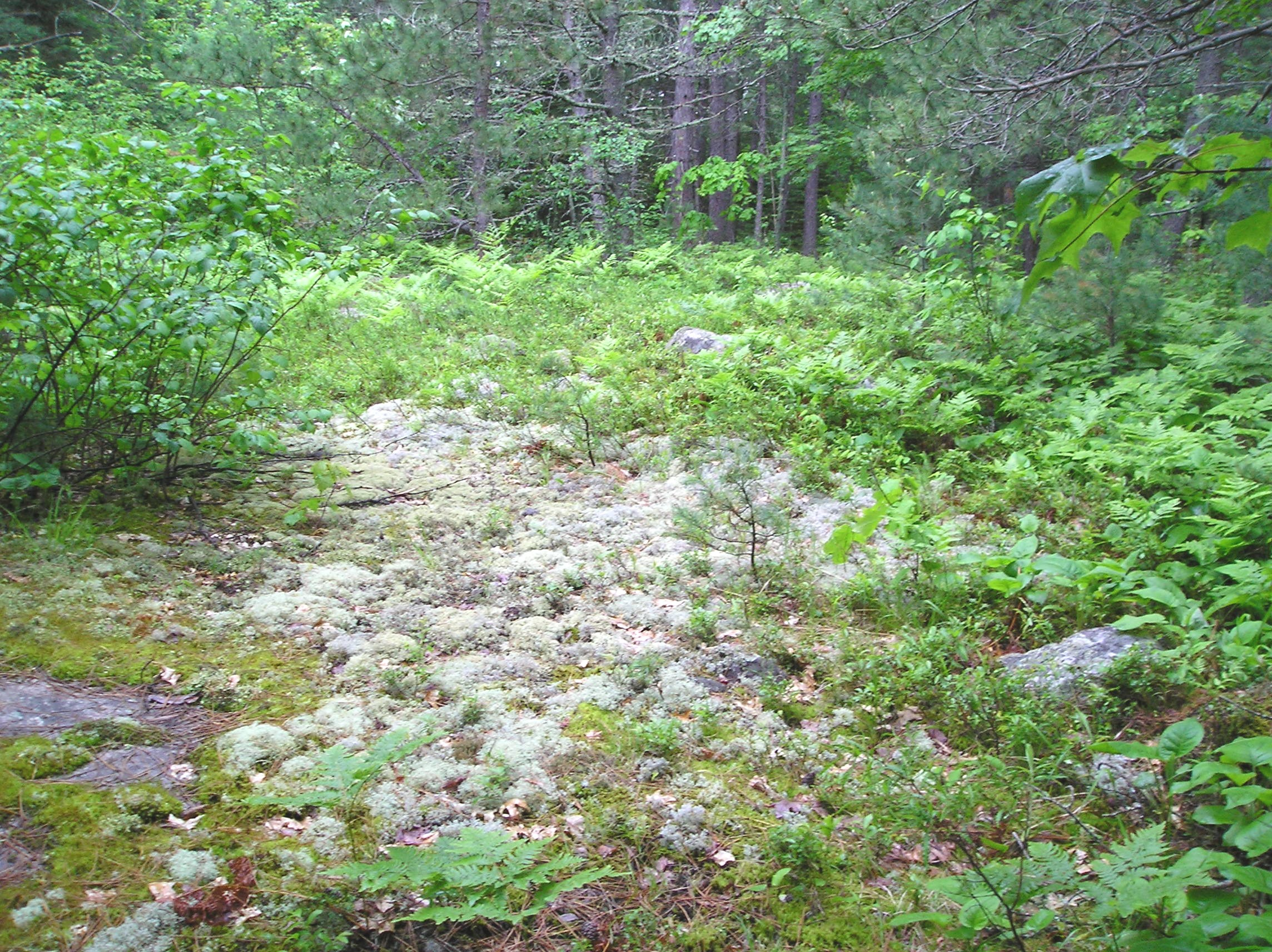
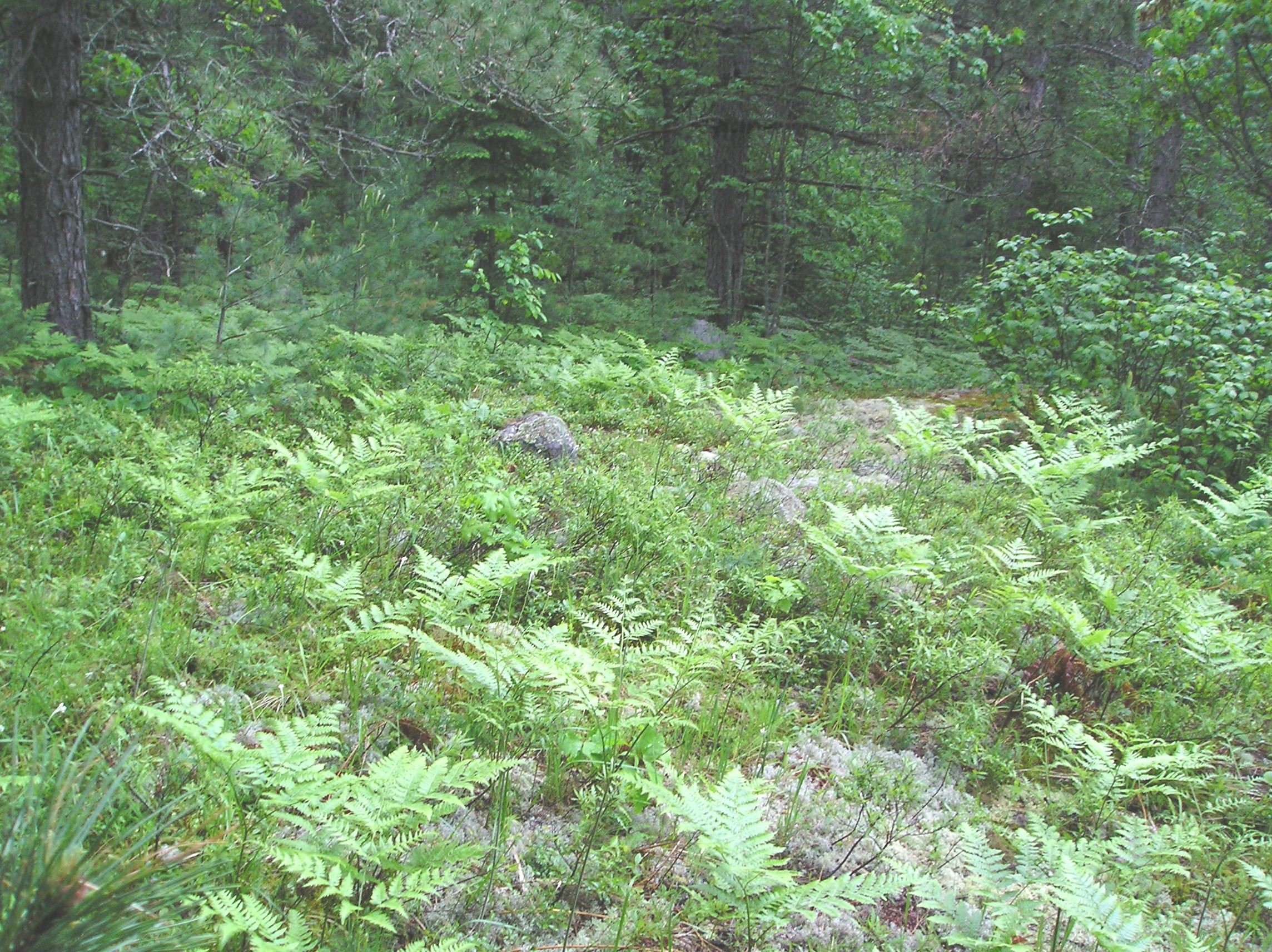
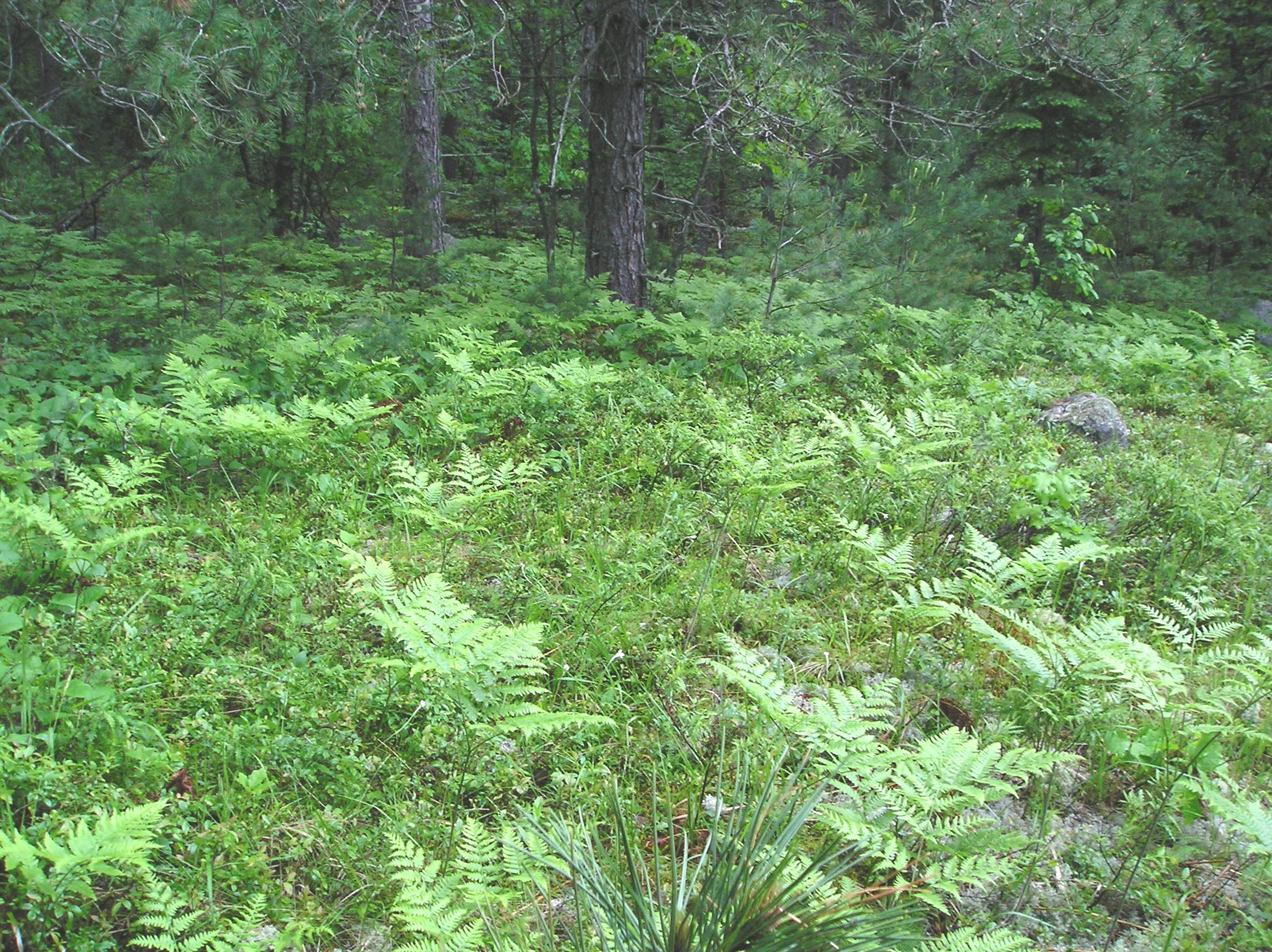
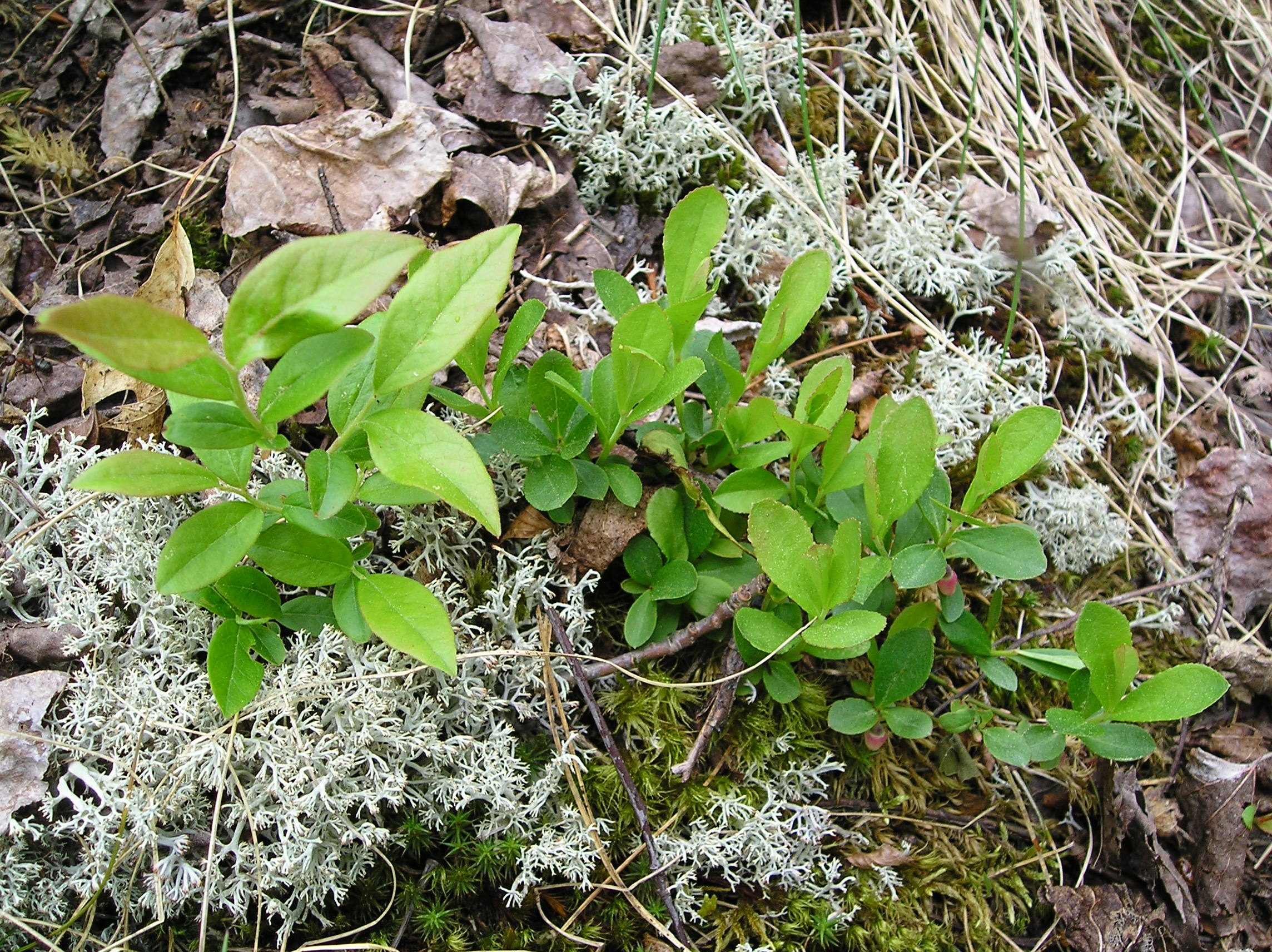